# Štor
Štor je ostanek debla s koreninami, ki ostane, ko posekajo drevo. Reče se mu tudi panj ali čok.
Po letnicah na štoru se da ugotoviti, kako staro je bilo drevo, ko so ga posekali.

## Regeneracija
Drevesni štori se včasih lahko regenerirajo v novo drevo. Na štoru ali iz korenin posekanega listopadnega drevesa (lahko tudi na več delih štora) pogosto nastane nov poganjek, ki se nato razvije v drevo. Če gozdarji, ki posekajo drevo, pričakujejo, da se bo gozd obnovil, je regeneracija štorov koristna. Vendar je regeneracija štorov v primeru izkrčevanja gozda nezaželena, ker se štori relativno hitro obnavljajo. 
Novonastala drevesa so lahko močna in zdrava, dostikrat pa tudi ne. Poganjki, ki zrastejo iz štora, se lahko hitro poškodujejo in oslabijo. Taka drevesa večkrat utrpijo številne bolezni.  